# Brachaluteres
Brachaluteres – rodzaj morskich ryb rozdymkokształtnych z rodziny jednorożkowatych.

## Klasyfikacja
Gatunki zaliczane do tego rodzaju:
- Brachaluteres fahaqa
- Brachaluteres jacksonianus
- Brachaluteres taylori
- Brachaluteres ulvarum